# Anick Dumontet
 (août 2013).
Si vous disposez d'ouvrages ou d'articles de référence ou si vous connaissez des sites web de qualité traitant du thème abordé ici, merci de compléter l'article en donnant les références utiles à sa vérifiabilité et en les liant à la section « Notes et références ».
Pour les articles homonymes, voir Dumontet.
Anick Dumontet (née le 9 décembre 1971 en Alberta) est une animatrice de la télévision québécoise.

## Carrière
- 2009 à ce jour : Animatrice à l'émission Roue de fortune chez vous! (TVA)
- 2002 à ce jour : Coanimatrice du Téléthon Opération Enfant Soleil (TVA)
- 2002 - 2009 : Animation et présentation météo à l'émission Salut, Bonjour! (TVA)
- 2004 - 2006 : Animatrice à l'émission Côté Cours...Côté Jardins (TVA)
- 2006 : Collaboratrice à l'émission Le monde est Petit à la radio de Radio Énergie (Astral Média)
- 2005 - 2006 : Annonceur maison à l'émission La Poule aux œufs d'or (TVA)
- 2003 - 2005 : Coanimatrice à l'émission Automag (TVA)
- 2002 - 2004 : Chroniqueuse à l'émission Sucré salé (TVA)
- 1997 - 2002 : Présentation météo et chroniqueuse arts et spectacles à l'émission Salut, Bonjour! weekend (TVA)
- 1999 - 2001 : Chroniqueuse à l'émission Tôt ou tard (TVA)
- 1998 - 2000 : Chroniqueuse à l'émission Bla Bla Bla (TVA)

## Œuvre caritative
Ambassadrice pour le Téléthon Opération Enfant Soleil depuis 12 ans.

## Famille
Anick a un fils, Simon, né en juin 2007.